# Американа (Бразилия)
Американа (порт. Americana) — муниципалитет в Бразилии, входит в штат Сан-Паулу. Составная часть мезорегиона Кампинас. Находится в составе крупной городской агломерации Агломерация Кампинас. Входит в экономико-статистический микрорегион Кампинас. Население составляет 199 094 человека на 2007 год. Занимает площадь 133,630 км². Плотность населения — 1.489,9 чел./км².
Праздник города — 27 августа.

## История
В 1866 году в этом регионе начали селиться бежавших в Бразилию североамериканские иммигранты из Конфедеративных Штатов Америки, упраздненных после поражения Юга в гражданской войны в США. Первым таким иммигрантом был адвокат и бывший сенатор от штата Алабама полковник Уильям Хатчинсон Норрис, поселившийся на землях возле резиденции поместья Мачадиньо и реки Киломбо.
На следующий, 1867 год в Бразилию прибыла остальная часть его семьи вместе с другими семьями южан. Эти семьи обосновались в регионе, принеся с собой ряд сельскохозяйственных новшеств и особый сорт арбуза, известный как «гремучая змея Джорджии».
Город основан в 1875 году.

## Статистика
- Валовой внутренний продукт на 2005 составляет 4.318.740 mil реалов (данные: Бразильский институт географии и статистики).
- Валовой внутренний продукт на душу населения на 2005 составляет 21.528,00 реалов (данные: Бразильский институт географии и статистики).
- Индекс развития человеческого потенциала на 2000 составляет 0,840 (данные: Программа развития ООН).

## География
Климат местности: тропический. В соответствии с классификацией Кёппена, климат относится к категории Aw.

## Галерея

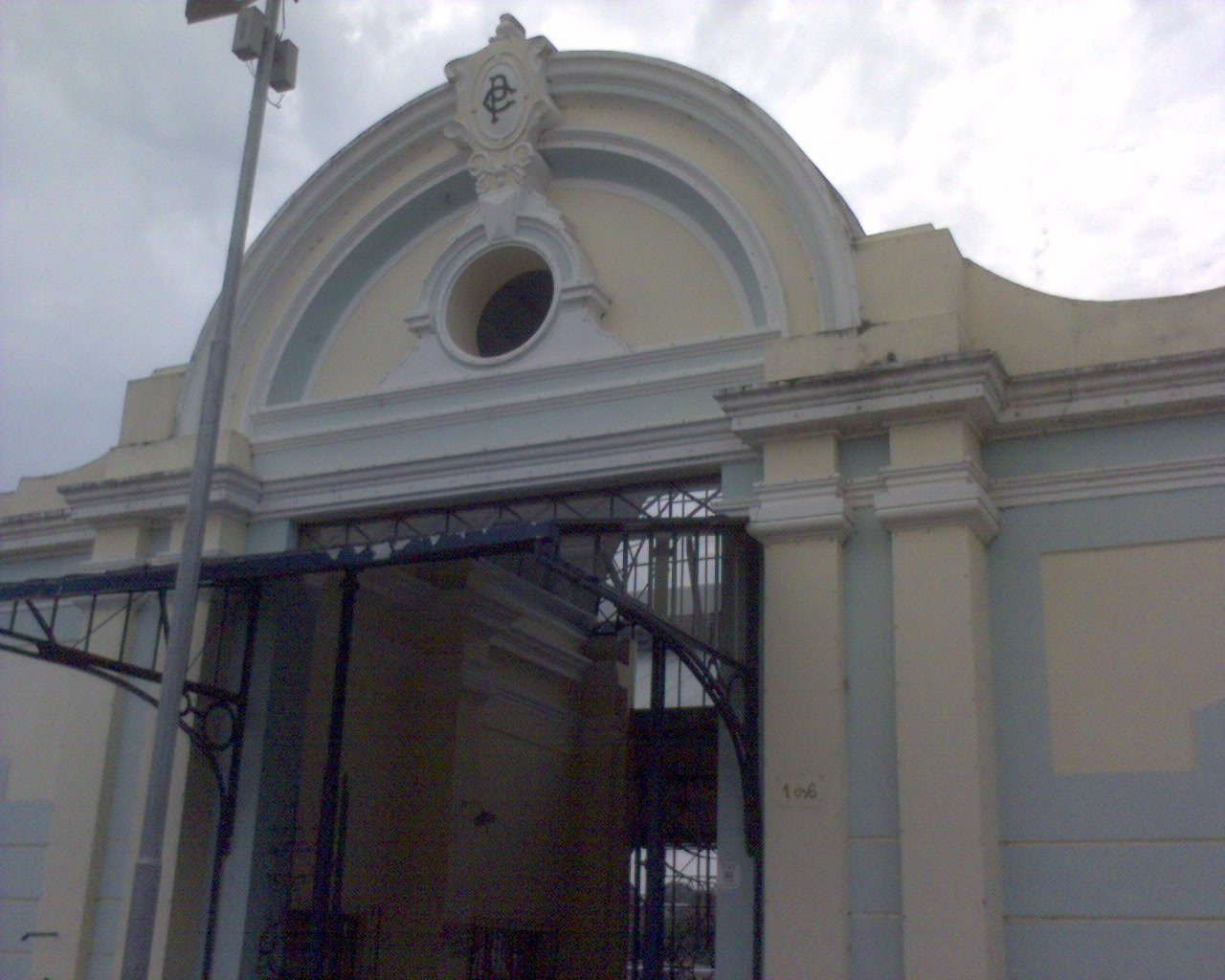
Вокзал
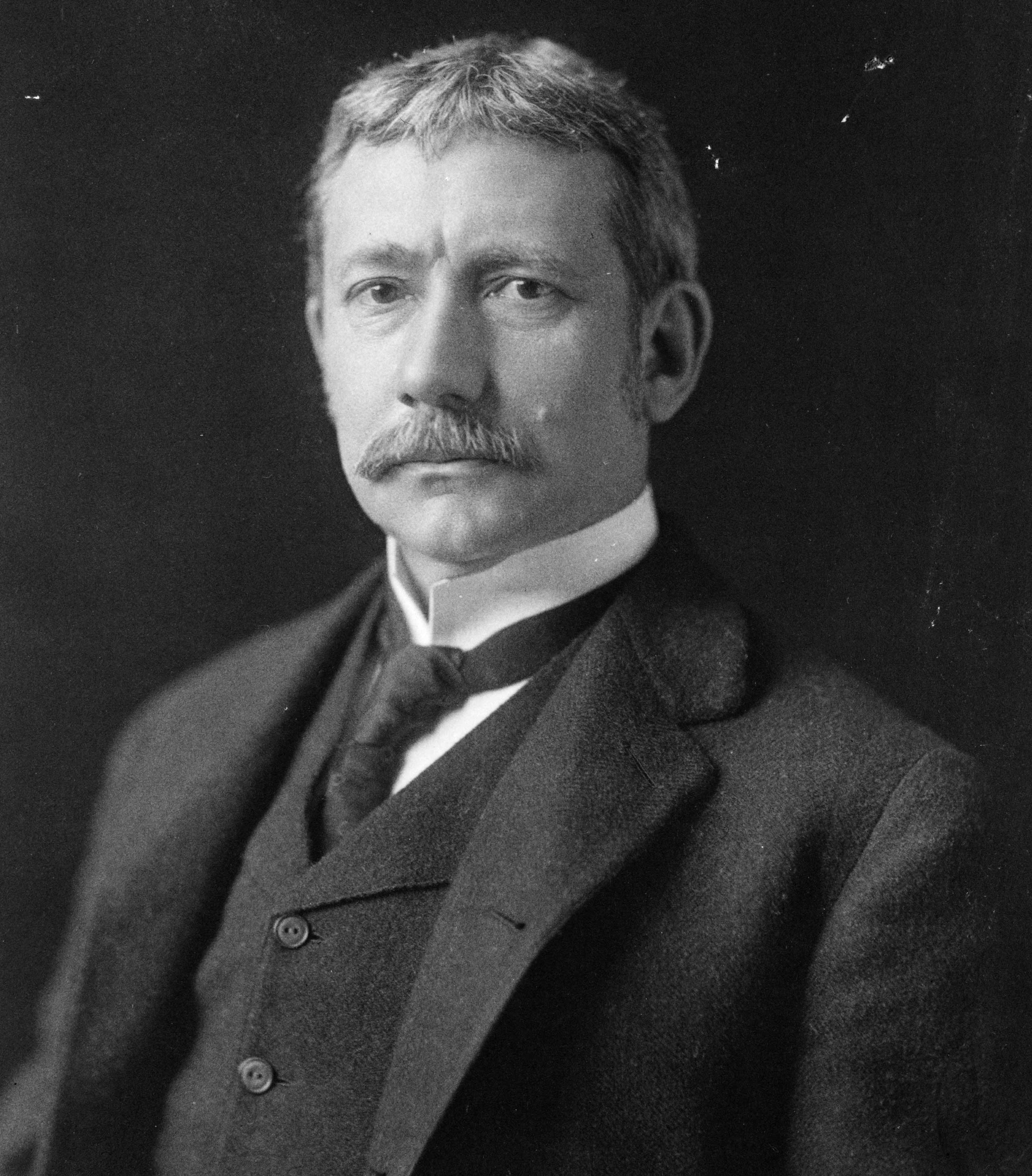
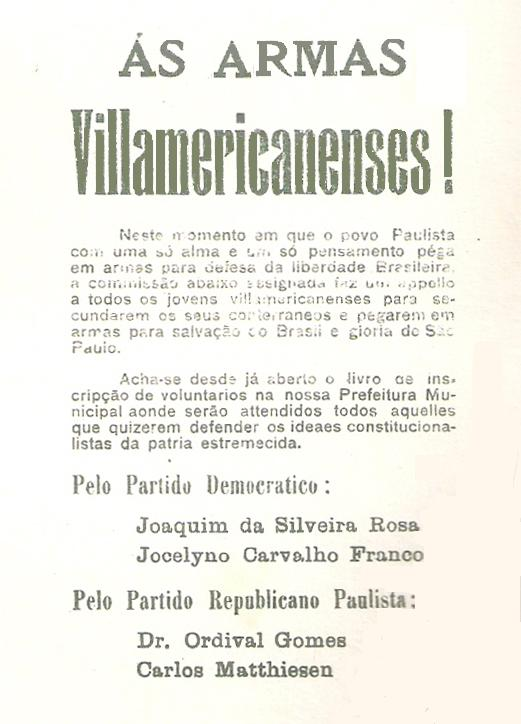
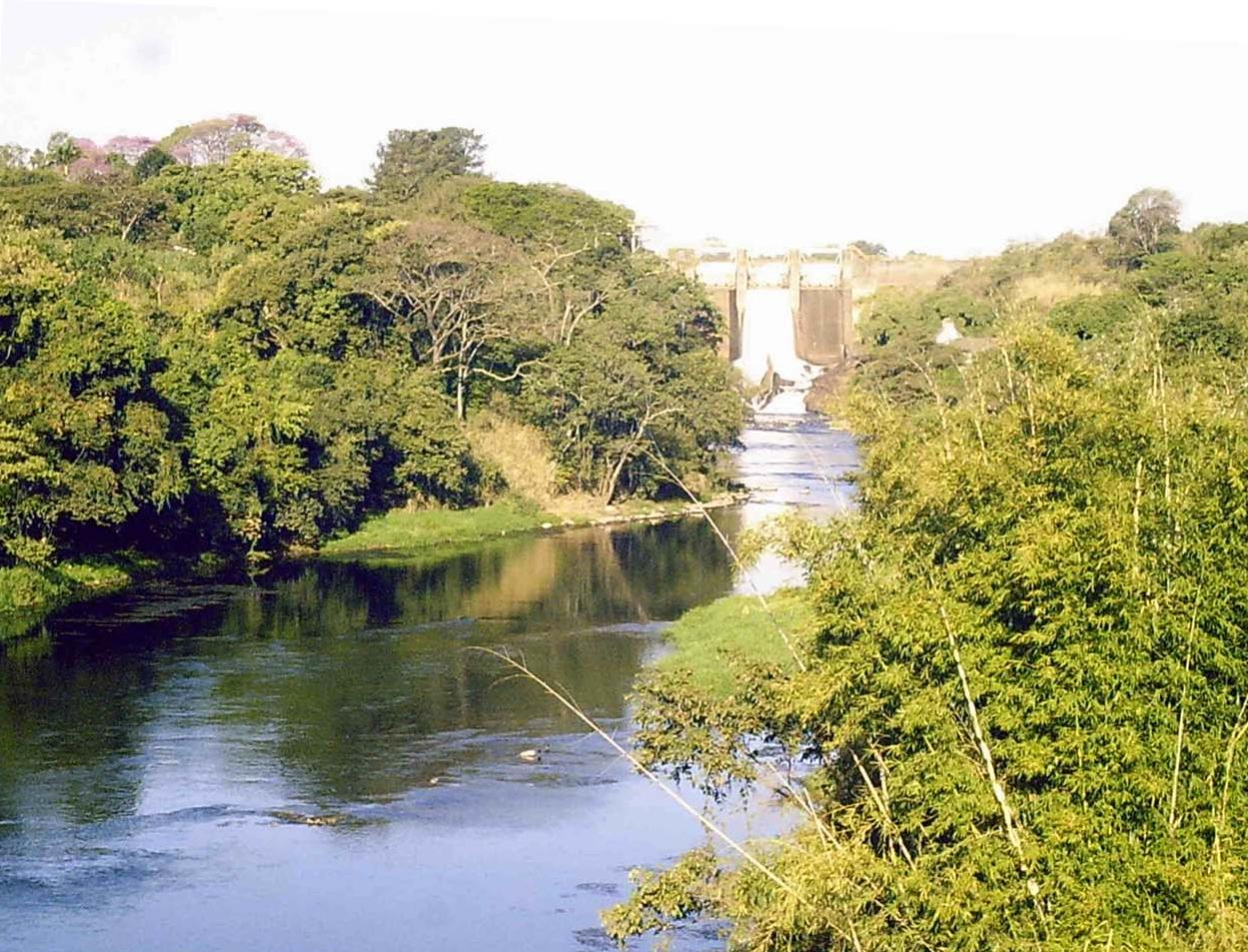
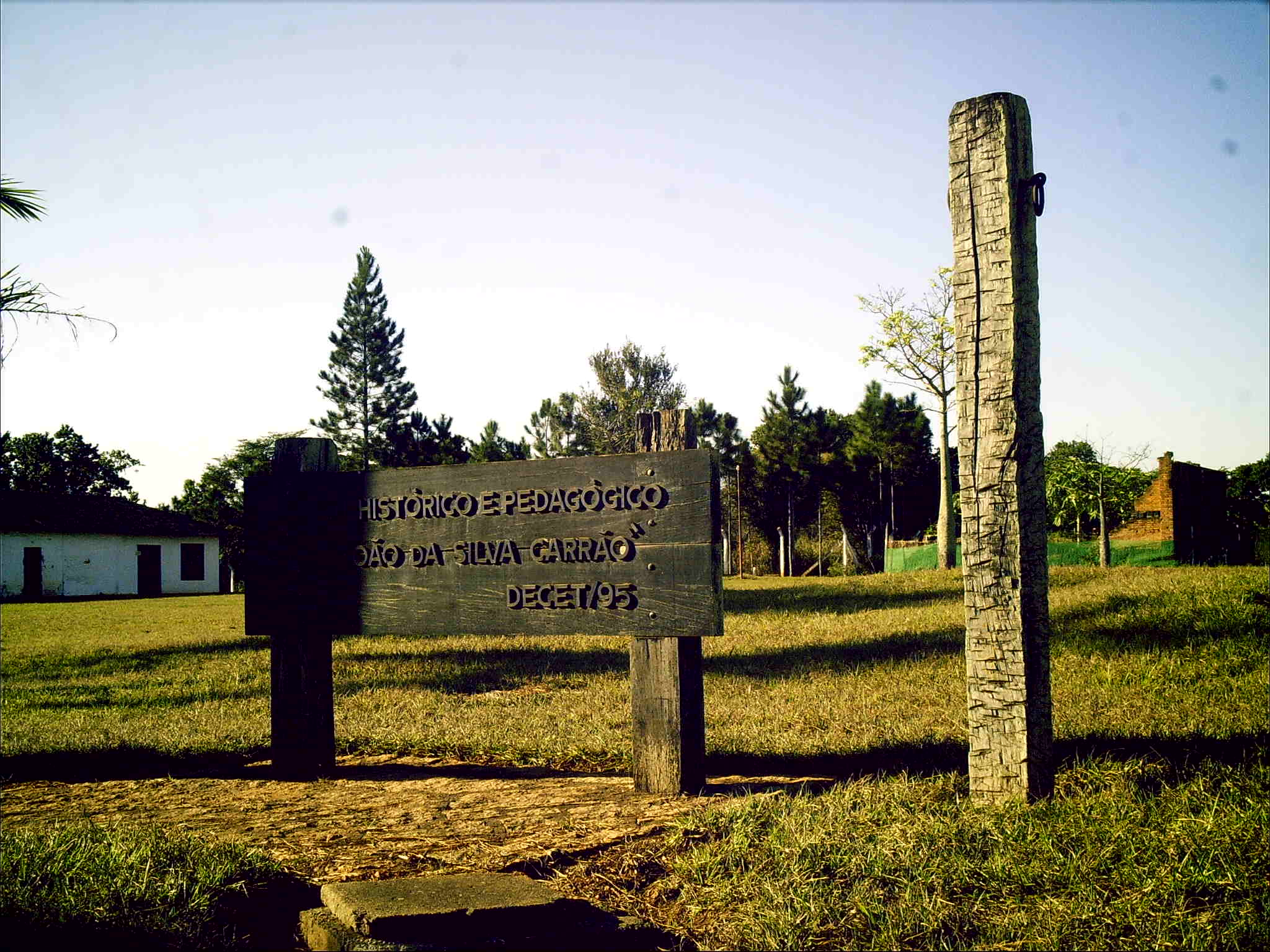
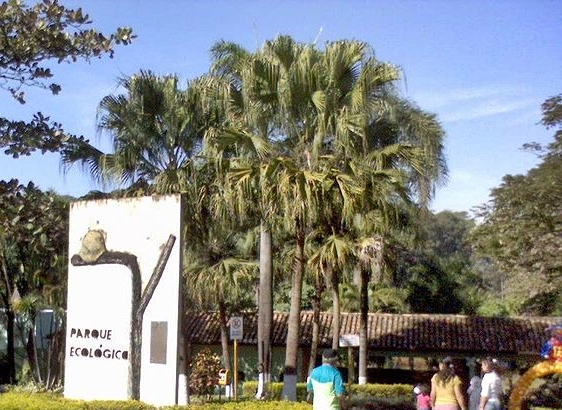
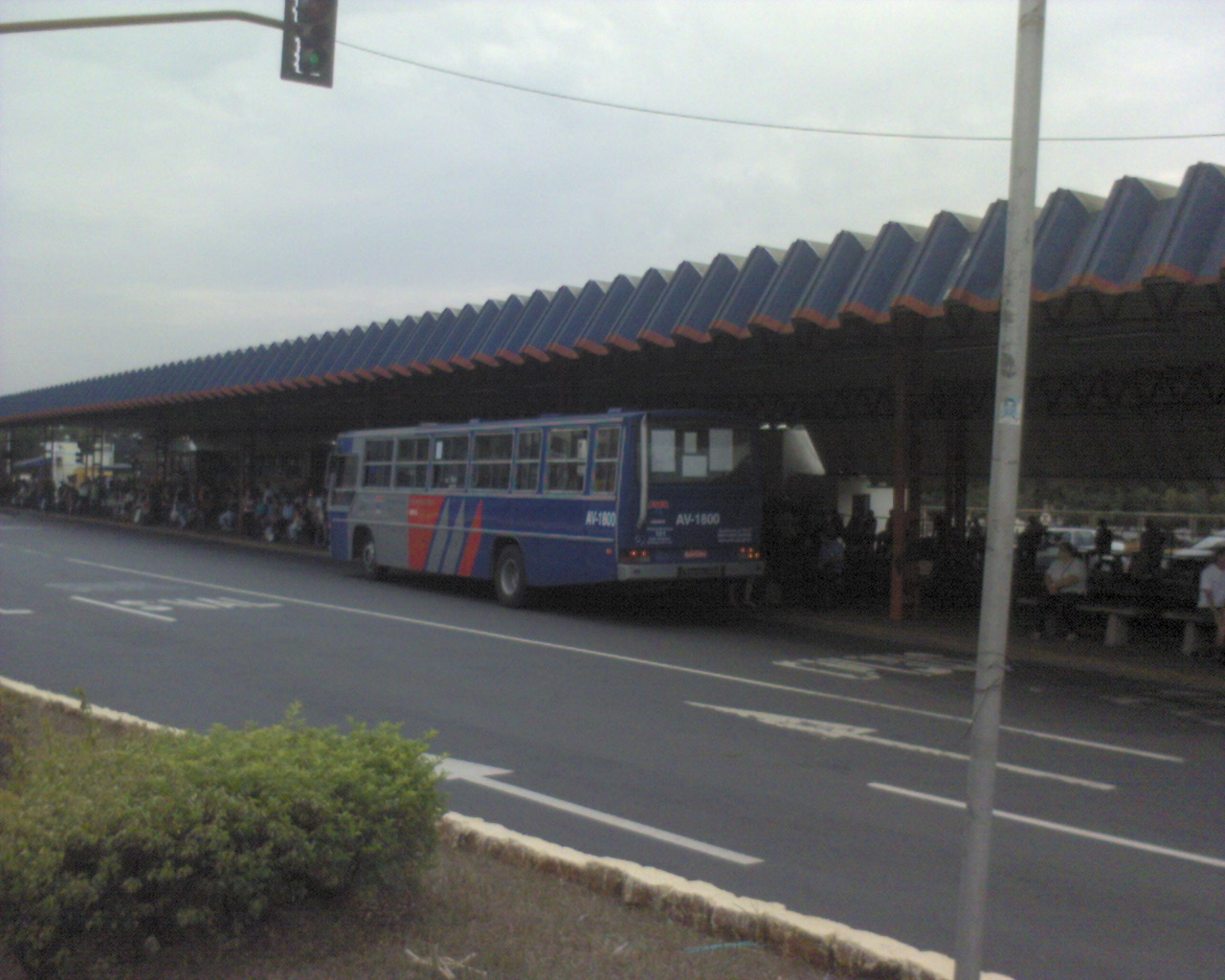
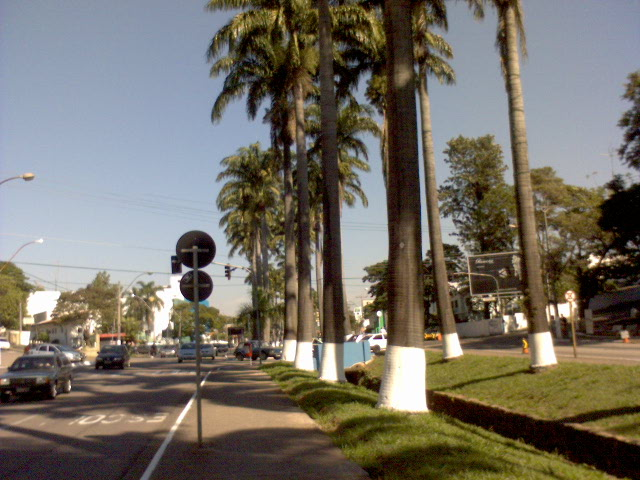
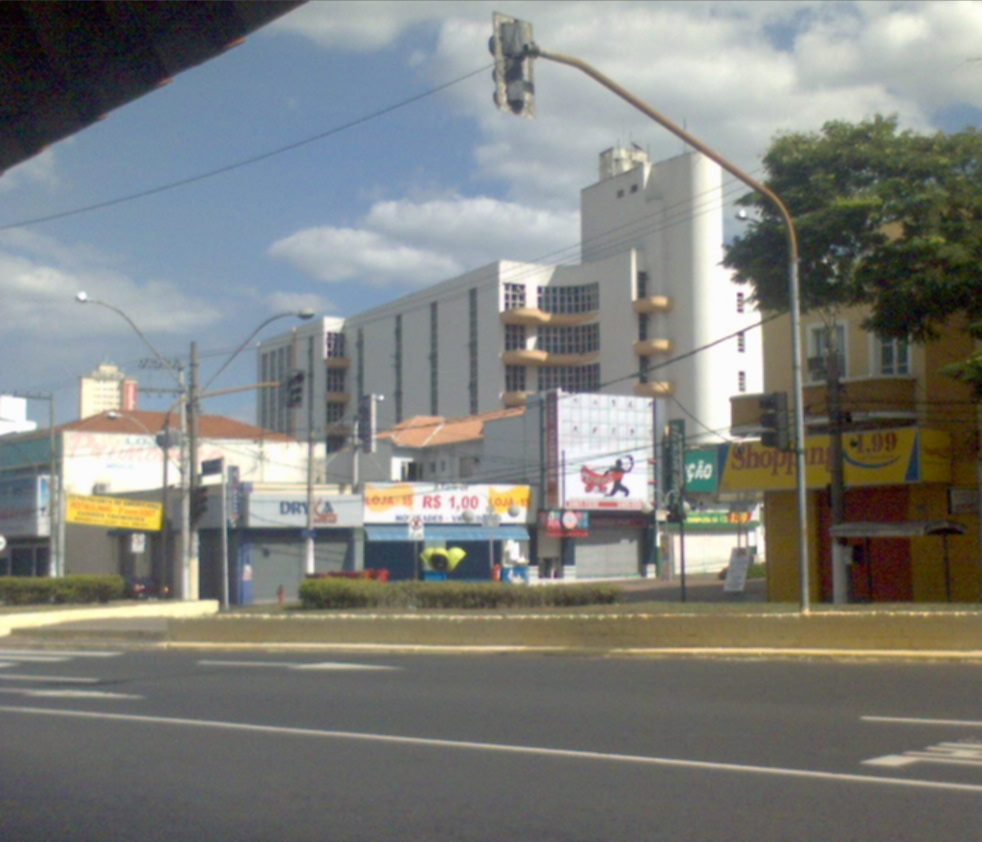
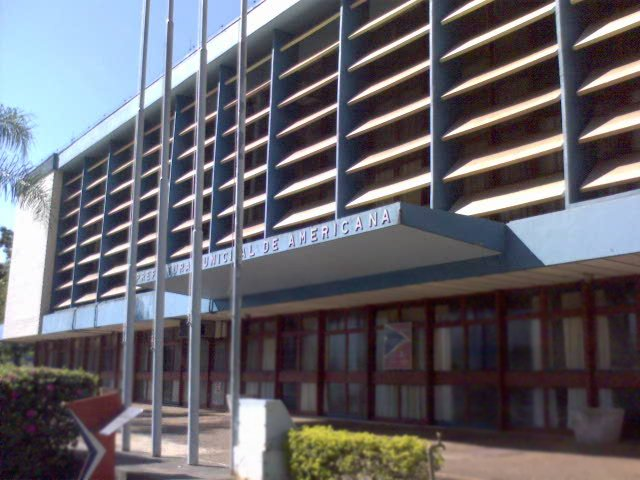
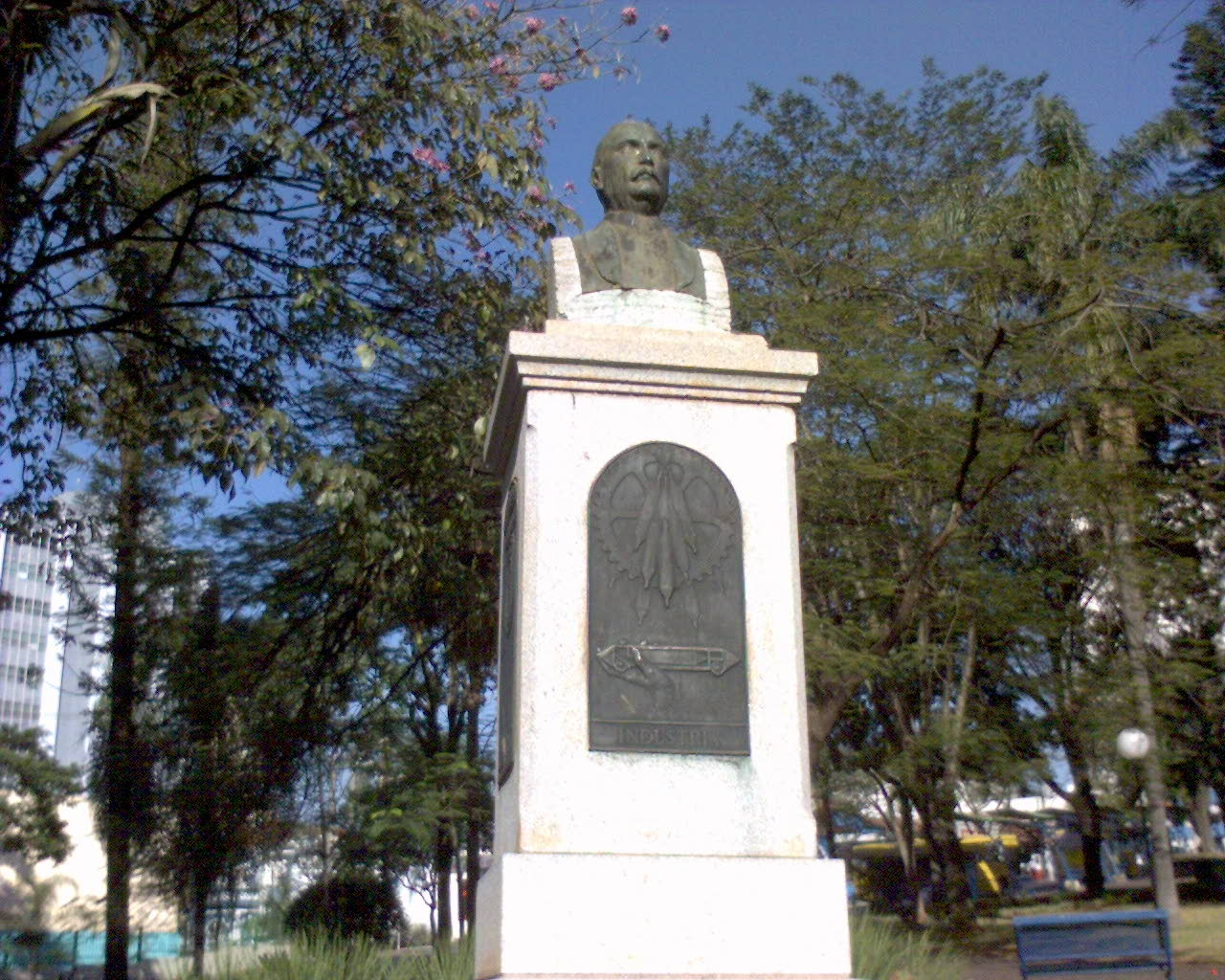
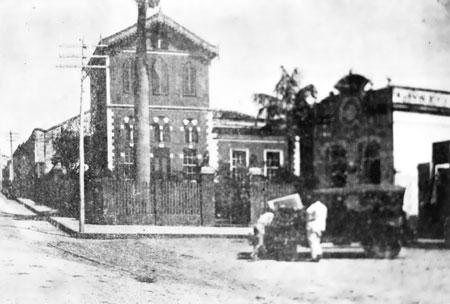
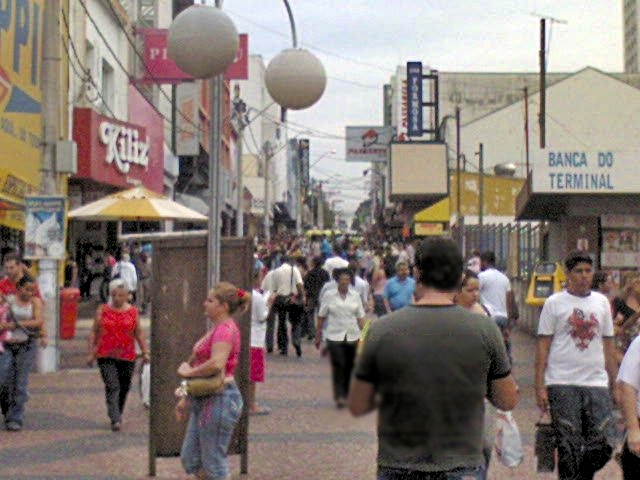